# Tibellus australis
Tibellus australis là một loài nhện trong họ Philodromidae.
Loài này thuộc chi Tibellus. Tibellus australis được Eugène Simon miêu tả năm 1910.